# (17179) Codina
(17179) Codina est un astéroïde de la ceinture principale.

## Description
(17179) Codina est un astéroïde de la ceinture principale. Il fut découvert le 4 octobre 1999 à la station Anderson Mesa par le programme LONEOS. Il présente une orbite caractérisée par un demi-grand axe de 3,06 UA, une excentricité de 0,07 et une inclinaison de 9,0° par rapport à l'écliptique.

## Compléments